# Iýrıı Persýh
Yurïý Vladïmïrovïç Percwx (in kazako Юрий Владимирович Перцух?; Almaty, 13 maggio 1996) è un calciatore kazako, centrocampista dello Shahter Qaraǵandy.

## Palmarès

### Club

#### Competizioni nazionali
- Supercoppa del Kazakistan: 3

Astana: 2018, 2019, 2020
- Campionato kazako: 2

Astana: 2019, 2022